# Ayuno del 17 de Tamuz
El Ayuno del 17 de Tamuz (hebreo: צוֹם שִבְעָה עָשָׂר בְּתַמּוּז, Tsom shiv'á asar betamuz) es uno de los seis días de ayuno rituales observados por los judíos durante el año hebreo.

## Historia
El Ayuno del 17 de Tamuz es el primero de los días de ayuno enlistados en la Biblia, llamado allí "el ayuno del cuarto mes" (Zacarias 8:19). Fue instituido en recuerdo a la ruptura de la murallas de Jerusalén durante ambos sitios impuestos a la ciudad en la Antigüedad: el primero de ellos por Nabucodonosor de Babilonia, el 17 de Tamuz de 586 a. C. que devino, tres semanas más adelante, en la caída de la ciudad y destrucción del primer Templo de Jerusalén, y el segundo por el comandante de las legiones romanas, Tito, el día 9 de Av del año 70 lo cual, al igual que lo ocurrido en los tiempos del imperio babilónico, terminaría en la ruina de la ciudad y del, ahora, Segundo Templo de Jerusalén, además de marcar el comienzo de la diáspora del pueblo judío que continúa hasta hoy en día.
Asimismo, el día 17 de Tamuz comienzan las «tres semanas de duelo», llamadas también «días de la angostura» (Yemei bein Hametsarim, יְמֵי בֵּין הַמְּצָרִים) (Lamentaciones 1:3: "Judá está desterrada, en postración y en extrema servidumbre. Sentada entre las naciones, no encuentra sosiego. La alcanzan todos sus perseguidores entre las angosturas"), nombre dado al periodo de duelo de tres semanas que comienza con el ayuno del 17 de Tamuz, y culmina el 9 de Av, día de duelo nacional por la destrucción de ambos templos: "En aquel tiempo, yo, Daniel, hice penitencia durante tres semanas: no comí alimento sabroso; ni carne ni vino entraron en mi boca, ni me ungí, hasta el término de estas tres semanas" (Daniel 10:2-3).

## Culto
El Ayuno de 17 de Tamuz es considerado día de ayuno menor, observado desde el alba hasta la caída de la noche y salida de las estrellas, excluyendo las horas nocturnas. Si cae en sábado, será trasladado al domingo subsiguiente, ya que según los preceptos del judaísmo, no se conmemora duelo en Shabat; el único día de ayuno ritual hebreo que no se corre aun si cae un sábado, es Yom Kipur, al no ser día de duelo sino de expiación